# Mediomundo
Mediomundo fue un programa humorístico chileno que se emitió por Canal 13 entre 1985 y 1987 y con una segunda etapa entre 1991 y 1992.

## Historia
Mediomundo comenzó el 19 de julio de 1985 cuando se intenta crear un nuevo programa humorístico en la televisión chilena, ya que el único que existía hasta ese momento era el exitosísimo Jappening con ja, de Televisión Nacional. Para ello, traen desde ese programa al comediante Andrés Rillón, y se incorporan otros comediantes y actores, como Gloria Münchmeyer y Julio Jung, los humoristas Coco Legrand, Jorge Romero "Firulete" y Pepe Tapia, el animador Juan La Rivera y el locutor, relator deportivo y comediante del programa Radiotanda de la desaparecida Radio Minería, Sergio Silva. También llega desde TVN, el director Felipe Pavez, quien además dirigió un ciclo de programas especiales animados por Raúl Matas en 1987 que se alternaban con Mediomundo, y que en julio de 1988 estos especiales se transformarían en el estelar Una vez más.
Paulatinamente el programa basado en sketches, fue ganando terreno, llegando a ser uno de los programas más vistos de 1986. 
El 18 de marzo de 1991, Mediomundo volvió a Canal 13, bajo la dirección de Eduardo Domínguez Vial y manteniéndose parte del anterior elenco, además se sumaron los actores Pato Torres, Felipe Izquierdo, Fernando Larraín, Catalina Guerra y María Elena Duvauchelle. En su última temporada estrenada en agosto de 1992 se añadieron nuevos sketches como el del Partido de Restauración Democrática Permanente (PRDP), Corazones Service, Universidad para Todos, entre otros, pero a pesar de ello no pudo ganar en rating al programa Jappening con ja que volvía a Megavisión, por lo que fue sacado abruptamente del aire en noviembre de ese año.

## Repeticiones
Entre el 13 de noviembre de 2006 y diciembre de 2008 se transmitieron repeticiones en Archihumor de UCV-TV, ya que Canal 13 había firmado un convenio con la estación porteña para transmitir archivos de humor y de partidos de fútbol. Desde mediados de 2009, Canal 13 ha subido a la sección de videos de su página web Todo13 varias rutinas por separado como el primer capítulo del programa. Canal 13 además, repitió capítulos de la Temporada 1992 entre marzo y mayo de 2001, de lunes a viernes a las 13.00 horas.
Sin embargo, actualmente el programa fue nuevamente emitido a través de la señal Rec TV creada por Canal 13 para transmitir aquellos programas del recuerdo. Dicha señal puede verse a través de varios operadores de televisión de paga y a través de la página del canal.

## Elenco
- Andrés Rillón (1985-1987, 1991-1992)
- Julio Jung (1985-1987, 1991-1992)
- Gloria Münchmeyer (1985-1987, 1991-1992)
- Coco Legrand (1985-1986)
- Juan La Rivera (1985)
- Sergio Silva (1985)
- Pepe Tapia (1985-1986)
- Jorge Romero "Firulete" (1985-1987)
- Rebeca Ghigliotto (1986-1987, 1991-1992)
- José Manuel Salcedo (1986-1987)
- Juan Tamariz (1986)
- Raúl Vale (1986-1987)
- Gloria Benavides (1987)
- Gervasio (1987)
- Jaujarana
  - Ricardo Espalter (1987, 1991-1992)
  - Eduardo D'Angelo (1987, 1991-1992)
  - Enrique Almada (1987)
  - Andrés Redondo (1987, 1991)
- Esperanza Silva (1987)
- Héctor Santelices (1987)
- Rodolfo Bravo (1987, 1991-1992)
- Anita Klesky (1987, 1991)
- Pato Torres (1991-1992)
- Felipe Izquierdo (1991-1992)
- Fernando Larraín (1991-1992)
- Catalina Guerra (1991-1992)
- María Elena Duvauchelle (1991-1992)
- Valeria Chignoli (1992)